# 基希施皮尔
基希施皮尔（德語：Kirchspiel）是德國北莱茵-威斯特法伦州明斯特行政区迪爾門的一个區。歷史上它曾經是迪爾門堂區，直接隸屬於明斯特行政区。1975年1月1日，迪爾門堂區并入迪爾門。